# Кабаново (Костромська область)
Кабаново (рос. Кабаново) — село в Галицькому районі Костромської області Російської Федерації.
Населення становить 151 особу. Входить до складу муніципального утворення Дмитрієвське сільське поселення.

## Історія
У 1936-1944 року населений пункт перебував у складі Ярославської області. Від 1944 належить до Костромської області.
Від 2007 року входить до складу муніципального утворення Дмитрієвське сільське поселення.

## Населення
| 1877 | 1897 | 1907 | 1981 | 2004 | 2008 | 2010 |
| ---- | ---- | ---- | ---- | ---- | ---- | ---- |
| 152  | ↘144 | ↘130 | ↗170 | ↗194 | ↘167 | ↘98  |
| 2012 | 2014 |      |      |      |      |      |
| ↗164 | ↘151 |      |      |      |      |      |